# Neutronium
Pojem neutronium původně označoval hypotetický prvek s protonovým číslem 0, jejž navrhl ve své periodické tabulce v roce 1926 německý chemik Andreas von Antropoff (avšak bez chemické značky; atom tohoto prvku dále nazval „neutronem“, neutron však tehdy ještě nebyl objeven, leč byl již předpovězen). 
Jeho použití v současnosti označuje ve fyzice:
- vysoce hustý degenerovaný stav hmoty známý v neutronových hvězdách, nebo
- hmota tvořená částicemi obdobnými atomům (bez obalu, tedy de facto atomovým jádrům), ale složenými pouze z neutronů vázaných zbytkovou silnou interakcí, jako jsou dineutrony[3] a tetraneutrony[4][5][6][7].